# Émile Diot
Émile Georges Diot (* 3. Juli 1912 in Osmery; † 10. Juni 1940 in Villeparisis) war ein französischer Radrennfahrer.

## Sportliche Laufbahn
Diot war im Bahnradsport und im Straßenradsport aktiv. Bis 1930 bestritt er Straßenrennen und hatte 15 Siege zu verzeichnen. 1932 wurde er Unabhängiger und verlegte den Schwerpunkt auf Bahnrennen. Von 1934 bis 1938 war er Berufsfahrer. Seine größten Erfolge hatte er in Sechstagerennen und im Zweier-Mannschaftsfahren. Er gewann die Sechstagerennen von Chicago 1936 und 1937 (mit Émile Ignat). Zweite Plätze in Sechstagerennen holte er in Paris 1936, in London, New York, Chicago und Montreal 1937 sowie in Paris 1938. 1936 siegte er im Prix Goullet-Fogler mit Fernand Wambst, 1938 und 1939 im Prix Dupré-Lapize mit Fernand Wambst.